# Stare Bolity
Stare Bolity (dawna nazwa Bolitten) – wieś w Polsce położona w województwie warmińsko-mazurskim, w powiecie ostródzkim, w gminie Miłakowo.
W latach 1975–1998 miejscowość administracyjnie należała do województwa olsztyńskiego. Miejscowość leży w historycznym regionie Prus Górnych.
Wieś wzmiankowana w dokumentach z roku 1411/19, jako wieś pruska na 15 włókach. Pierwotna nazwa Boliten najprawdopodobniej wywodzi się od imienia Prusa – Boley. W roku 1782 we wsi odnotowano 16 domów (dymów), natomiast w 1858 w 26 gospodarstwach domowych było 162 mieszkańców. W latach 1937–39 było 335 mieszkańców. 
W roku 1973 Nowe Bolity jako osada a Stare Bolity jako wieś należały do powiatu morąskiego, gmina Miłakowo, poczta Miłakowo.
zobacz też: jezioro Balwiąg